# Ličke narodne pjesme
Ličke narodne pjesme peti je studijski album đakovačkog tamburaškog sastava Slavonske Lole, kojeg diskografska kuća Croatia Records objavljuje 2000. godine.

## O albumu
Na albumu se nalazi 12 ličkih skladbi, a snimane su u studiju Hrvatskog radija. Ton majstori bili su Božo Pandurić i Emir Altić.
Na inicijativu Redakcije narodne glazbe Hrvatskog radija postignut je dogovor da zajedno snime desetak ličkih pjesama za potrebe Hrvatskog radija. Nakon što su završili sa snimanjem svi su bili vrlo zadovoljni s odrađenim poslom te su Slavonske Lole odlučile da snimljeni materijal objave na CD-u.

## Popis pjesama
| Br. | Skladba                                    | Autor | Trajanje |
| --- | ------------------------------------------ | ----- | -------- |
| 1.  | »Pivaj mi, pivaj sokole« (narodna)         |       |          |
| 2.  | »Oj livado, rosna travo« (narodna)         |       |          |
| 3.  | »Aj, mala moja, ti ne radi toga« (narodna) |       |          |
| 4.  | »A 'oj moja livado zelena« (narodna)       |       |          |
| 5.  | »Kad zapiva« (narodna)                     |       |          |
| 6.  | »Brinje moje« (narodna)                    |       |          |
| 7.  | »Iz kamena voda teče« (narodna)            |       |          |
| 8.  | »Lički bećarac« (narodna)                  |       |          |
| 9.  | »Ne bi svoje ostavio Like« (narodna)       |       |          |
| 10. | »Lipo'j naše Ličko Lešće« (narodna)        |       |          |
| 11. | »Preko Kapele« (narodna)                   |       |          |
| 12. | »Pjevaj mi sokole« (narodna)               |       |          |

## Izvođači
- Darko Ergotić - vokal, prim
- Mario Zbiljski - basprim
- Goran Živković - harmonika
- Marko Živković - kontra
- Saša Ivić Krofna - bas

## Vanjske poveznice
- Službene stranice sastava  Arhivirana inačica izvorne stranice od 18. veljače 2010. (Wayback Machine) - Diskografija
- Diskografija.com - Ličke narodne pjesme